# Форд, Честер
Честер Форд (англ. Chester Forde, род. 10 января 1976) — сентлюсийский шоссейный велогонщик.

## Карьера
В 2009 году стал вторым на чемпионате Сент-Люсии в групповой гонке.
В 2018 году возглавлял сборную на чемпионате Восточно-карибских государств по шоссейному велоспорту
Принимал участие в рядке местных гонках.

## Достижения
2009
2-й на Чемпионат Сент-Люсии — групповая гонка